# Ludwig von Bredow (Bergrat)
Friedrich Ludwig Wilhelm Graf von Bredow (* 24. November 1790 in Kleßen; † 14. Juli 1852 in Wettin) war ein preußischer Oberbergrat, der bis zu seinem Tod das Bergamt Wettin leitete.

## Leben
Er stammt aus dem Adelsgeschlecht von Bredow und war der dritte Sohn des Kleßener Gutsbesitzers Friedrich Ludwig Wilhelm Graf von Bredow, dessen Namen er erhielt. Ludwig wurde sein Rufname. Er gilt als Gründer des Lieper Zweiges derer von Bredow. Entgegen aller Familientradition wurde Ludwig nicht Soldat, sondern schlug eine Verwaltungslaufbahn ein, nachdem er während der Befreiungskriege Freiwilliger Jäger war und 1814 verletzt nach Nancy in ein Lazarett kam. Nach dem Krieg kehrte er gerettet in seine Heimat zurück.
Im Jahre 1816 wurde er Haushaltsprotokollist beim Bergamt Wettin. Bereits im darauffolgenden Jahr erfolgte seine Ernennung zum Assessor beim dortigen Bergamt, wobei er in diesem Gremium Sitz und Stimme für das Löbejüner Revier, das ihm gut vertraut war, erhielt. Zum gleichen Zeitpunkt erreichte ihn eine Aufforderung zur Nachzahlung rückständiger Kollegiengelder von der Bergakademie Freiberg, die die Schwester und Erbin des verstorbenen Abraham Gottlob Werner bei ihm geltend machte.
Am 2. April 1818 heiratete Ludwig Graf von Bredow in Eisleben Louise geborene Erdmann (* 21. Juni 1792 in Eisleben; † 22. März 1860 in Liepe). Nach dem Tode seines Vaters 1820 erbte er Kleßen, tauschte es aber gegen Liepe ein.
1836 wurde er zum Bergamtsdirektor in Wettin mit gleichzeitiger Ernennung zum Bergrat befördert. Nach über zehnjähriger erfolgreicher praktischer Tätigkeit als Direktor eines der bedeutenden preußischen Bergämter erfolgte 1847 seine Beförderung zum preußischen Oberbergrat.
Nachdem er über zunehmende rheumatische Beschwerden klagte und mehrfach zur Kur im böhmischen Marienbad und in Homburg weilte, starb er während seines Erholungsurlaubes im Sommer 1852.

## Familie
Sein ältester Sohn (* 25. Februar 1819 in Wettin; † 20. Oktober 1886 in Berlin, Kaiserin-Augusta-Hospital), der den Namen seines Großvaters Friedrich Ludwig Wilhelm trug, war ein Portenser, der nach der Schule eine juristische Ausbildung begann. Diese brach er nach dem Tode seines Vaters ab und übernahm das Gut Liepe. Mit seinem jüngeren Bruder Ludwig Friedrich Otto von Bredow (* 11. April 1825 in Wettin; † 9. Mai 1877 in Rathenow), einem späteren Landrat des westhavelländischen Kreises, erbaute er zwischen 1854 und 1855 das Bredowsche Wohnhaus in Liepe, das er ab 1855 mit seiner Mutter und einer Schwester Louise Wilhelmine Charlotte von Bredow (* 24. Oktober 1827 in Wettin; † 16. Oktober 1865 in Liepe) bewohnte.

## Ehrungen
- 1844 Roter Adlerorden Vierter Klasse[1]